# Direktannahme

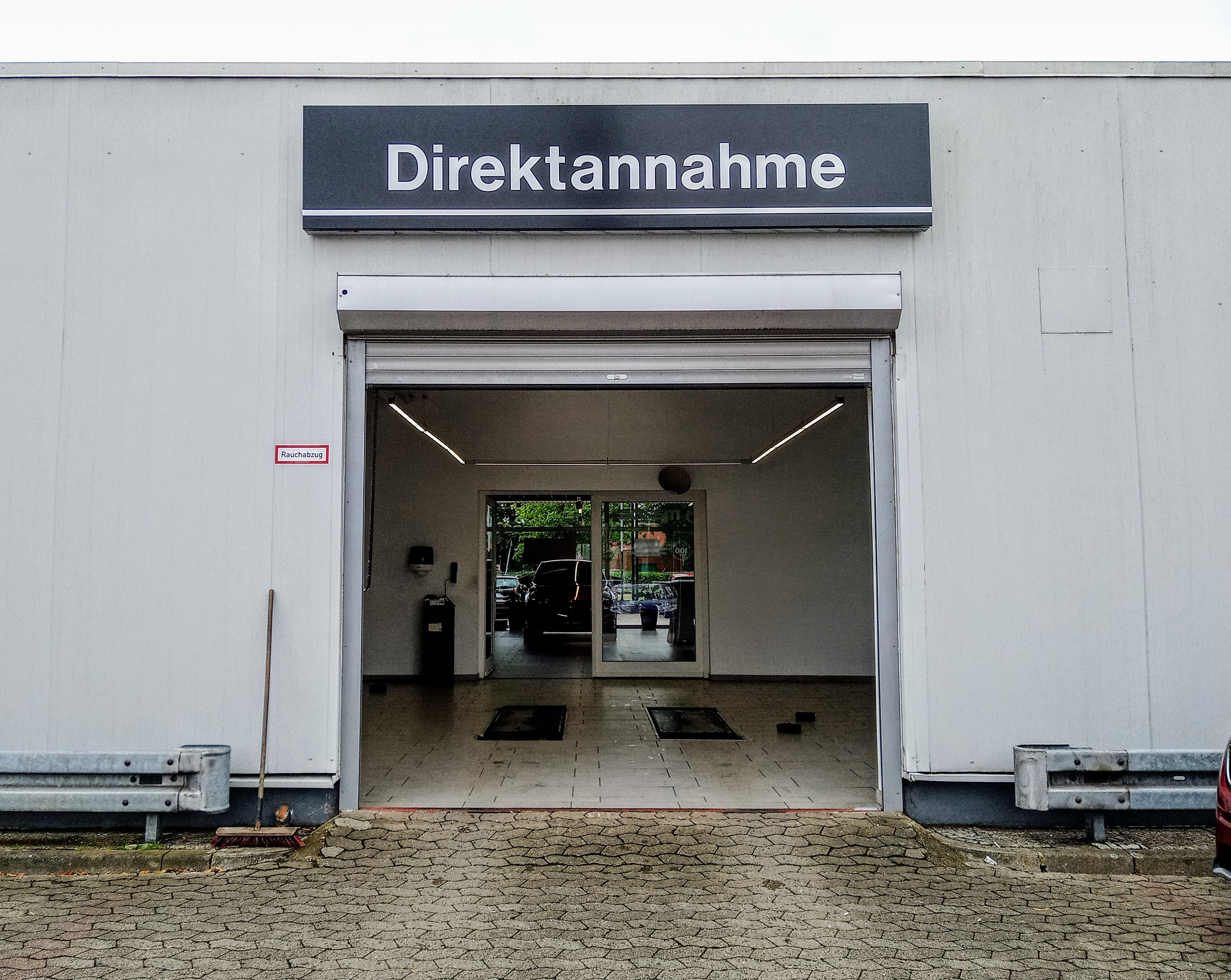
Die Einfahrt in eine Direktannahme eines Mazda-Händlers in Deutschland

Unter einer Direktannahme (oder auch Dialogannahme) versteht man im Automobilhandelsbereich die gemeinsame Fahrzeugannahme durch einen Mitarbeiter, meist den Serviceberater, und den Kunden vor einem Reparaturauftrag. In der Regel wird die Direktannahme vor regelmäßigen Inspektionen durchgeführt, um dem Kunden den technischen Pflegezustand diverser Fahrzeugbauteile näherzubringen und eventuelle Beanstandungen besser nachvollziehen zu können.
Auch der eigentliche Gebäudeteil des annehmenden Kfz-Betriebes wird als Direktannahme bezeichnet.

## Ablauf
Meist werden die Notwendigkeit und der Wunsch nach einer gemeinsamen Direktannahme schon bei der Terminierung des jeweiligen Auftrags durch Termindisponenten des Autohauses oder des Reparaturbetriebes beim Kunden erfragt. Wünscht der Kunde dort eine Direktannahme, wird der Reparaturtermin in der Regel so geplant, dass die ausführliche Annahme am Fahrzeug termingerecht vor dem eigentlichen Werkstattaufenthalt erfolgen kann.
Direktannahmen werden am Tag der Fahrzeuganlieferung in der Regel in der gleichnamigen Funktionshalle durchgeführt, die sich im Normalfall getrennt von der Werkstatt in der Nähe des Kundendienstes befindet. Dort wird der Wagen mittels einer oft ebenerdig eingebauten Hebebühne angehoben und es beginnt die eigentliche Direktannahme: am aufgebockten Wagen schaut sich der Serviceberater nun gemeinsam mit dem Kunden diverse Bauteile an, die dieser außerhalb des Werkstattaufenthaltes in der Regel nicht zu Gesicht bekommt. Als Leitfaden für den Ablauf der Direktannahme dient dabei meist eine Diagnosecheckliste, die in vielen modernen Betrieben über einen Tabletcomputer zur Verfügung steht.
Im Rahmen der Annahme werden nun diverse Einzelteile der Achsaufhängung und Lenkung (Stoßdämpfer, Querlenker, Achsmanschetten), die Fahrzeugbereifung und die Bremsanlage geprüft. Zusätzlich gehört auch die Prüfung diverser Leitungen und Schläuche auf eventuelle Marderschäden und Undichtigkeiten zur Direktannahme, außerdem werden die Scheibenwischer, die Flüssigkeitsstände von Motoröl, Scheibenwaschwasser und Kühlmittel und oft auch die Fahrzeugbeleuchtung geprüft. Auch eine Sichtprüfung der Karosserie auf Beschädigungen gehört zum Umfang der Direktannahme.
Kundenbeanstandungen wie etwa ein schleifendes Geräusch aus dem Bereich der Achse können im Rahmen der Direktannahme meist nachvollzogen und so für den folgenden Aufenthalt des Fahrzeuges in der Werkstatt besser berücksichtigt werden.

## Ausstattung
Moderne Direktannahmen sind heute meist mit einem Schrank ausgestattet, in dem der annehmende Serviceberater auf diverse Utensilien zur Vorabprüfung des Fahrzeugs zurückgreifen kann. Dazu zählt diverses Werkzeug wie etwa Schraubendreher oder Hammer, aber auch Reinigungs- und Pflegemittel. Oft stellt der jeweilige Servicebetrieb auch diverse Merchandise-Artikel oder Zubehör in einer Vitrine in der Direktannahme aus. Saisonbedingt gehören auch Kompletträder meist zur Ausstattung einer Direktannahme.
In vielen Direktannahmen befindet sich zudem eine sogenannte Teilewand, an der dem Kunden anhand von verschlissenen und neuen Bauteilen eines Fahrzeugs veranschaulicht wird, wann das jeweilige Bauteil verschlissen ist. Typische Ersatzteile sind dabei eine defekte und eine neue Bremsscheibe oder ein alter und ein neuer Luftfiltereinsatz.

## Psychologische Aspekte
Im Rahmen der Direktannahme wird erreicht, dem Kunden durch das persönliche Verhältnis zum Serviceberater ein gutes Gefühl zu geben und so in der Regel die Loyalität und seine Zufriedenheit mit dem Betrieb zu erhöhen. Über die gemeinsame Annahme des Fahrzeugs kann der Zustand des Fahrzeugs so in einer lockeren Atmosphäre besprochen werden und zudem leicht zusätzliche Erträge, etwa bei verschlissenen Bremsen oder Reifen, generiert werden.
Durch die gemeinsame Prüfung des Wagens und die mögliche Lokalisierung eines vorhandenen Problems im Rahmen der Direktannahme kann zudem verhindert werden, dass der Kunde aufgrund von Wiederholreparaturen erneut den Betrieb aufsuchen muss.